# Мисост-мирза Казиев
Мисост-мирза Казиев — старший князь-валий Кабарды (ок. 1672—1695), четвертый сын князя Казия Пшеапшокова (ум. 1615) и внук старшего князя-валия Кабарды Пшеапшоко Кайтукина (1571—1578). Братья — князья Хатокшоко (Атажуко), Шолох, Джамбулат и Ислам Казиевы. Родоначальник княжеского рода Мисостовых.

## Биография
В 1640 году князья Большой Кабарды Алегуко Шогенуков и Хатокшоко Кизиев отправили Мисоста-мирзу в Терский город для перемены заложников. Царский воевода стольник Иван Андреевич Хилков приказал арестовать Мисоста-мирзу Казиева вместе с его узденями. Русские власти задержали Мисоста-мирзу и двух сыновей Алегуко до тех пор, пока «Мисост-мурза с братею» вину свою не «покроют», не подтвердят своего подданства и не вернуть захваченные земли у князей Кудентовичей.
Князь Келемет Куденетович Черкасский и его родственники попросили царя разрешить Мисосту-мурзе «с миром» переменить аманатов — вместо старшего сына Алегуки Талостана прислать в Терский город его же младшего сына Тенгизбея. Ели это будет сделано, сообщили они, то Мисост-мурза готов принести присягу за себя и своих братьев. Мисоста-мурзу и двух сыновей Алегуко освободили князья Будачей и Муцал Сунчалеевичи Черкасские.
Примерно в 1672 году после смерти своего старшего брата Хатокшоко Казиева Мисост-мурза был избран старшим князем-валием Кабарды.
В 1674—1675 годах Мисост-мурза Казиев вел борьбу с пророссийски настроенными кабардинскими князьями во главе с Касбулатом Муцаловичем Черкасским. Вначале был убит князь Кантемир-мурза, младший брат Касбулата. В ответ Касбулат Черкасский призвал к себе калмыцкого хана Аюку и вместе с терскими казаками опустошил владения своих противников в Большой Кабарде.
В 1674 году Мисост-мурза Казиев получил приказ от крымского хана Хаджи Селим Герая (1671—1678) с требованием, чтобы он вместе со своими родственниками и подданными откочевал на старые кочевья — в верховьях Малки и Кумы, а также в урочище Бештау. Мисост Казиев вынужден был перекочевать и признать верховную власть Крымского ханства.
В 1675 году служилый кабардинский князь Касбулат Муцалович Черкасский сообщил в Посольский приказ о возвращении к шерсти (присяге) кабардинского мурзы Мисоста Казиева. «Он, Мисост-мурза с детьми своими и племянниками Жанбулатови детьми с Бек-мурзой с детьми, убили кабардинского Адил-Гирея-мурза за то, что он, Адил-Гирей и Тенгизбей-мурза с братьями своими и с детьми и племянники учинились тебе, великому государю, в вечном холопстве и к крымскому хану не пристали. И убив он, Мисост-мурза, ево Ади-Гирея, с детьми своими и с племянники и пошел было в Крым со всем владеньем…».
Далее Касбулат Муцалович Черкасский сообщал, что он «с калмыками ратными людьми и с уздени своими за ним, Мисостом, ходил, и до Крыму их не допустил, и поворотил их назад, на прежнее их жилище, и взял у него, Мисоста, сына его Хотогжуко в аманаты, и твоею великого государя милостию и жалвоаньем ево, Мисоста с детьми и с племянники обнадежил, чтоб он, Мисост-мурза.. (с родственниками) были у тебя, великого государя в вечном холопстве и на твоих великого государя неприятелей войною ходили б, где твое великого государя повеление будет. …И он, Мисост-мурза… от Крыма отстал, и где твое великого государя повеление будет служить и во всем твое государское повеление исполнять рад, и на том на всем на куране за себя и за детей своих шерсть учинил».
В 1680-х годах кабардинский князь Мисост Казиев разрешил поселиться в своих владениях бежавшим с Дона казакам-старообрядцам. Около тысячи казаков во главе с атаманом Львом Маныцким прибыло в Кабарду. Мисост-мурза отвел для них место них поселения в «старопостроенном городе Можарах на Куме-реке», находящемся на месте современного Будённовска.
В 1688 году в Кабарду вторглось крымское войско под командованием сераскира Казы-Гирея. Крымцы разорили кабардинские земли, захватили пленных и угнали скот. Противник был изгнан кабардинцами.
Около 1695 года после смерти Мисоста-мурзы Казиева старшим князем-валием Кабарды был избран его старший племянник Кургоко Атажукин (1695—1709/1710), старший сын Хатокшоко (Атажуко) Казиева.